# 柴田哲孝
柴田 哲孝（しばた てつたか、1957年8月7日 -）は、日本のノンフィクション作家、小説家。

## 来歴
東京都武蔵野市生まれ。日本大学芸術学部写真学科中退。フリーのカメラマンから作家に転身し、フィクションとノンフィクションの両分野で活動する。1986年から1990年のパリ・ダカールラリーにドライバーとして出場したほか、南米のアマゾン川に世界最大の淡水魚ピラルクーを釣りに行った冒険旅行記なども出版している。モータージャーナリストとしても活動した。
2006年に『下山事件 最後の証言』で第59回日本推理作家協会賞（評論その他の部門）と第24回日本冒険小説協会大賞（実録賞）をダブル受賞、2007年に『TENGU』で第9回大藪春彦賞を受賞。

## 著書

### ノンフィクション
- 私のサンタよ オーストラリア大砂漠4WDの旅（1984年10月 交通タイムス社）
- バラマンディー オーストラリアに怪魚を追う（1991年2月 CBSソニー出版）
- 柴田哲孝の独断と偏見の動物学 愛しのわが仲間たち（1997年6月 善文社）
- 白いサーフボード 日本で初めてサーフボードを作った男・高橋太郎の伝説（1998年8月 たちばな出版）
- 下山事件 最後の証言（2005年7月 祥伝社 / 2007年7月 祥伝社文庫）
- オーパ!の遺産（2006年4月 WAVE出版 / 2011年7月 祥伝社文庫）
- 日本怪魚伝（2007年3月 角川学芸出版 / 2009年7月 角川文庫）
- サーフィングラフィティー（2007年7月 角川学芸出版）
- ISOROKU 異聞・真珠湾攻撃（2018年7月 祥伝社）

### 競馬関連著書
- ライスシャワー物語（1995年11月 経済界）
- 伝説の名馬ライスシャワー物語 人のために生き人のために死す（1998年4月 祥伝社）
- 伝説のバイプレイヤー 歴史に残らなかった馬が残した物語（1998年5月 ベストセラーズ）
- たった一瞬の栄光 伝説を駆けぬけたサラブレッド（1999年10月 祥伝社文庫）
- 奔馬、燃え尽きるまで 伝説を駆けぬけたサラブレッド（2000年10月 祥伝社文庫）
- 逃げ馬物語 逃走者への鎮魂歌（2002年3月 アミューズブックス）
- サンデーサイレンスの奇跡（2008年6月 ベストセラーズ）

### 小説

#### 私立探偵・神山健介シリーズ
- 渇いた夏（2008年12月 祥伝社 / 2010年7月 祥伝社文庫）
- 早春の化石（2010年4月 祥伝社 / 2012年3月 祥伝社文庫）
- 冬蛾（2011年5月 祥伝社 / 2013年12月 祥伝社文庫）
- 秋霧の街（2012年5月 祥伝社 / 2014年10月 祥伝社文庫）
- 漂流者たち（2013年8月 祥伝社）ISBN 978-4396634179

#### 有賀雄二郎シリーズ
- KAPPA（1991年3月 CBSソニー出版 / 2007年4月 徳間書店 / 2009年2月 徳間文庫）
- TENGU（2006年7月 祥伝社 / 2008年3月 祥伝社文庫 / 2020年2月 双葉文庫）
- DANCER（2007年7月 文藝春秋 / 2010年4月 文春文庫）
- RYU（2009年4月 徳間文庫）
- WOLF（2015年2月 KADOKAWA）

#### 田臥健吾シリーズ
- デッドエンド（2014年5月 双葉社 / 2016年9月 双葉文庫）
- クラッシュマン（2016年3月 双葉社 / 2018年8月 双葉文庫）
- リベンジ（2018年10月 双葉社 / 2020年11月 双葉文庫）
- ミッドナイト（2020年12月 双葉社 / 2022年9月 双葉文庫）
- ブレイクスルー（2022年11月 双葉社）

#### 浅野迦羅守シリーズ
- Mの暗号（2016年10月 祥伝社）
- Dの遺言（2017年11月 祥伝社）

#### 片倉康孝シリーズ
- 黄昏の光と影（2014年1月 光文社）
- 砂丘の蛙（2016年3月 光文社）
- 赤猫（2018年2月 光文社）
- 野守虫（2020年1月　光文社）

#### その他の小説
- 小説 アイヌ犬（1993年12月 スタジオ類） - 大藪春彦他との共著
- 悪魔は天使の胸の中に（2008年4月 徳間書店）
  - 【改題】The Profiler 悪魔は天使の胸の中に（2012年5月 徳間文庫）
- 白い猫（2009年4月 徳間書店）
  - 【改題】MAMONO（2012年7月 徳間文庫）
- 銀座ブルース（2009年7月 双葉社 / 2011年8月 双葉文庫）
- 狸汁 銀次と町子の人情艶話（2009年11月 光文社 / 2012年10月 光文社文庫）
- GEQ（2010年2月 角川書店
  - 【改題】GEQ（グレート・アース・クエイク） 大地震（2012年2月 角川文庫）
- THE WAR 異聞 太平洋戦記（2010年12月 講談社）
  - 【改題】異聞 太平洋戦記（2013年7月 講談社文庫）
- サイコパス（2011年2月 徳間書店）
- 中国毒（2011年11月 光文社 / 2014年3月 光文社文庫）
- チャイナ・インベイジョン 中国日本侵蝕（2012年11月 角川書店 / 2014年11月 講談社文庫）
- 国境の雪（2013年2月 角川書店 / 2015年12月 角川文庫）
- 永遠の夏 戦争小説集（2015年2月 実業之日本社文庫） - アンソロジー
- 下山事件 暗殺者たちの夏（2015年6月 祥伝社）
- クズリ（2015年11月 講談社）
- 怖い女の話（2019年6月 双葉文庫）
- 殺し屋商会（2023年5月 双葉文庫） - 『クズリ』の続編的な要素も含まれている[2]。
- 暗殺（2024年6月 幻冬舎）[3]